# Омар II
Омар II или Омар ибн Абд ел Азиз (арап. عُمَر بْن عَبْد الْعَزِيز; Медина, 2. новембар 681 — планина Симеон, 5. фебруар 720) је био омејадски калиф (717—720). Током његове владавине Арабљани су доживели пресудан пораз у опсади Константинопоља, која је представљала и њихов последњи покушај да уђу на територију Европе са истока. Са друге стране Европе, територија под влашћу Омејадског калифата је наставила да се шири на Пиринејском полуострву. Омар је такође био значајан по својим реформама које су биле верски обојене и чији је не мали део оставио дубок траг. Због реформи и заслуга у започињању прикупљања хадиса, сунитска традиција га слави као првог муџадида (Обновитеља вере) у историји ислама.

## Порекло и младост
Омар је био син Абд ел Азиза, сина калифа Марвана I. После очеве ране смрти, о њему се бринуо стриц Абд ел Малик, који га је оженио својом кћерком Фатимом. Године 706. калиф Ел Валид I поставио га је за гувернера Медине. Омар је био парламентаран управник, због чега у Дамаск није стигла ниједна притужба на њега. У његовој провинцији су уточиште нашле избеглице из Ирака бежећи од окрутности тамошњег гувернера. На том месту се задржао до 712. године, када је и смењен управо по наговору ирачког гувернера. Његова репутација једног од најмудрих, способнијих и побожнијих особа тог доба утицала је на калифа Сулејмана да га 717. године прогласи за наследника.

## Опсада Константинопоља
Наследивши Сулејмана у септембру 717. године, Омар је наследио и опсаду Константинопоља, која је била започета нешто више од месец дана раније. Град је већ био нападнут и са копна и са мора, али без успеха. Услед тешког пораза флоте, калиф је био принуђен да се, бар за почетак, ослони само на копнену војску, док не стигну појачања која је упутио из Египта. За разлику од прошле опсаде, арабљанска војска је остала под градом и током зиме. Зима 717./718. била је неуобичајено хладна. Константинопољ је око три месеца био окован снегом и ледом. Нападачи и животиње које су повели са собом, сви су веома тешко подносили ове временске прилике. Завладала је глад. Теофан Исповедник говори како су Арабљани били принуђени да једу угинуле коње, магарце и камиле, можда и преминуле људе. Глад и епидемије изазвале су прави помор међу војском.
Почетком 718. године пристигле су нове арабљанске флоте од 400 бојних бродова и од 360 бродова са војним материјалом и намирницама. Међутим, због страха од грчке ватре, оне су се укотвиле даље од Константинопоља, што је умањило њихову делотворност у помагању исцрпљеним и увелико обесхрабреним сународницима. Египатски хришћани, који су делом служили као морнари, пребегли су Византинцима и доставили цару Лаву III податке о распореду бродова. Последица овога било је потпуно уништење арабљанских бродова, чији је један део био потопљен, други део се насукао, а трећи био заробљен. Теофан бележи да су Византинци при томе дошли до вредног плена.
У пролеће је сам Омар дошао у близину Константинопоља, припремајући нове нападе на град. Међутим, византијски цар је, у међувремену, постигао споразум са бугарским каном Тервелом. У лето Бугари су напали арабљанске трупе под Константинопољем и нанели им тежак пораз. Теофан тврди како је у борбама под градским бедемима страдало чак 22.000 Арабљана. Византинци су затим пресрели и победили напријатељска појачања. После тога је Омар наредио прекид опсаде, па су Арабљани 15. августа 718. године, годину дана од почетка опсаде, потпуно осрамоћени почели да се повлаче. Овај Омаров пораз је била преломна тачка у вишевековним византијско-арабљанским сукобима, у којима се Византија више неће искључиво бранити.

## Пиринејско полуострво
Насупрот источним, западна врата Европе показала су се отворена за Арабљане. Визиготи им готово нису пружали никакав отпор и они су наставили да продиру на њихову територију током Омарове владавине. Године 718. дошло је до појаве отпора. Визоготски племић Пелајо повукао се са својим присталицама у северне планине где се прогласио владарем хришћанског краљевства. Мало и сиромашно краљевство Астурија, пре свега захваљујући природном одбрамбеном систему који су чинили планински масиви, опстајало је упркос сталним нападима Арабљана, али није много доприносило да се заустави њихово напредовање. Гувернер Ал Андалуза, Ел Хур, имао је задатак да организује ову област и да настави рат, тј. да обезбеди адекватне награде за своје следбенике и пошаље још плена у Дамаск. Нарочито привлачан био је још неопљачкани североисток Пиринејског полуострва, у који су се биле склониле избеглице са југа са својим драгоценостима. У свом походу Ел Хур је прешао Пиринеје и напао Септиманију 719. године, где је наишао на нешто јачи отпор. Ова експедиција је била почетак серије арабљанских похода на јужну Француску. Делује да Омар није био нарочито заинтересован за ширење Калифата на тој страни, али није предузео никакве озбиљније мере да би то спречио.

## Реформе
Након неуспеле опсаде Константинопоља, 718. године, Омар је започео прве велике реформе унутар Омејадског калифата. Иако је било старо свега стотинак година, царство је већ осећало последице тензија које су претиле да доведу чак и до његовог распада. У време опсаде Константинопоља, Омар је уочио је озбиљан проблем који је мучио административни систем државе Омејада. Мухамед је знатно раније увео порез који је хришћане и Јевреје у муслиманској средини обавезивао да плаћају одређени новчани износ како би уживали заштиту муслиманске државе. Теоријски посматрано, преобраћеници у ислам били су одмах ослобађани плаћања тог пореза. Међутим, калифи нису били спремни да се одрекну тог извора прихода. Како је време пролазило све чешће се дешавало да локални званичници нису изузимали нове верске преобраћенике са списка опорезованих лица, што је имало за последицу да су скоро сви муслимани неарапског порекла плаћали тај порез. Калиф Омар, који је веома посвећено следио Мухамедово учење, доживео је ову појаву као знак искварености. Међутим, његов покушај исправљања ове неправде био је неуспешан и његов наследник је морао да поново уведе порез да држава не би банкротирала.
Друге Омарове реформе такође су биле обојене верским убеђењима. Строго је примењивао шеријатско право, између осталог, доневши указ којим је забранио до тада уобичајену праксу да се мушкарци и жене заједно купају. Издао и важне уредбе које су се тицале Јевреја. Многи од њих доселили су се из Ирака и Ирана у Јерусалим и живели јужно од Храмовне горе, на којој су се молили. Као аскета и поборник исламског фундаментализма, Омар им је ускратио то право. Ова забрана ће потрајати до краја муслиманске владавине. Зато су Јевреји почели да се моле око четири зида Храмовне горе и у подземној синагоги названој Ха-Меара (Пећина) на Вореновој капији испод Храмовне горе, у близини Куполе на стени. Још један значајан потез калифа Омара била је наредба о уништавању свих култних слика које су представљале жива бића. Ово је било нарочито значајно пошто је утицало на каснију појаву иконоборства у Византији.

## Смрт и верски значај
Омарова унутрашња политика изазвало је незадовољство међу великодстојницима који су поткупили слугу да га отрује. Путујући од Дамаска ка Алепу, калиф је умро од последица отрова око 5. фебруара 720. године у селу Деир Шарки на планини Симеон, где је и сахрањен. По традицији, на самрти је опростио починитељу. Наследио га је брат од стрица и шурак, Језид II.
Арапски извори увелико хвале Омара због побожности и скромности. Под његовом владавином почело је прикупљање хадиса, Мухамедових поука. Био је познат и по великодушном дељењу своје имовине сиротињи. Сунитска традиција га слави као првог муџадида (Обновитеља вере) у историји ислама.